# Copestylum colombiense
Copestylum colombiense är en tvåvingeart som beskrevs av Thompson 1976. Copestylum colombiense ingår i släktet Copestylum och familjen blomflugor. Inga underarter finns listade i Catalogue of Life.